# Henry Cuyler Bunner
Henry Cuyler Bunner (ur. 3 sierpnia 1855 w Oswego w stanie Nowy Jork, zm. 11 maja 1896 w Nutley w stanie New Jersey) – amerykański dziennikarz, pisarz i poeta.
Był przyjacielem Brandera Matthewsa, który pomagał mu przy publikowaniu wierszy. Całe życie spędził w Nowym Jorku lub jego okolicy. Był redaktorem czasopisma humorystycznego Puck. Pisał opowiadania, ballady i wiersze okolicznościowe.